# Le Péché (film, 1963)
Pour les articles homonymes, voir Le Péché.
Pour plus de détails, voir Fiche technique et Distribution.
Le Péché (Noche de verano) est un film italo-espagnol de Jorge Grau sorti en 1963.

## Synopsis
Deux histoires d'amour très différentes à l'issue malheureuse, qui se déroulent à Barcelone pendant le populaire festival de la Verbena (es). 

## Fiche technique
- Titre original espagnol : Noche de verano[1]
- Titre italien : Il peccato
- Titre français : Le Péché ou Nuit d'été[2]
- Réalisateur : Jorge Grau
- Scénario : Fernando Morandi, Jorge Grau, Eusebio Ferrer, Claudio Barbati
- Photographie : Giampaolo Santini, A. G. Larraya
- Montage : Emilio Rodríguez, Susana Lemoine
- Musique : Antonio Perez Olea
- Décors : 	Vittorio Rossi, Manuel Gomez
- Costumes : José Maria Granda
- Production : Elias Querejeta, Antonio Eceiza, Michele Scaglione
- Sociétés de production : David Film (Rome), Domiziana Internazionale Cinematografica (Rome), Laponia (Madrid), Procusa Films (Madrid)
- Pays de production :  Espagne •  Italie
- Langue originale : espagnol, catalan
- Format : Noir et blanc - Son mono - 35 mm
- Durée : 117 minutes
- Genre : Drame psychologique
- Dates de sortie :
  - Argentine : 21 mars 1963 (Festival international du film de Mar del Plata)
  - Espagne : 28 avril 1963 (Festival international du film de Valladolid) ; 3 juin 1963 (Madrid)
  - France : 18 décembre 1963[2]

## Distribution
- Francisco Rabal : Bernardo
- Gian Maria Volonté : Alberto
- Lydia Alfonsi : Carmen
- Marco Guglielmi : Enrique
- María Jesus Cuadra
- Marisa Solinas : Alicia
- Rosalba Neri : Rosa
- Umberto Orsini : Miguel
- María Cuadra : Ines
- Tanya Lopert : Silvia
- Luis Dávila
- Margarita Lozano